# Egnatioides striatus
Egnatioides striatus är en insektsart som beskrevs av Vosseler 1902. Egnatioides striatus ingår i släktet Egnatioides och familjen gräshoppor. Inga underarter finns listade i Catalogue of Life.